# Rollulinae
Rollulinae — підродина куроподібних птахів родини фазанових (Phasianidae). Включає 24 види у 5 родах.

## Таксономія
Раніше багато систематиків відносили цю підродину до фазанних (Perdicinae), але останні дослідження підтвердили її існування, і вона визнана у 2021 році таксономічними органами, такими як Міжнародний орнітологічний конгрес.

## Поширення
Представники підродини поширені, в основному, у Східній та Південно-Східній Азії, лише два види живуть у горах Танзанії.

## Роди
- Африканська куріпка (Xenoperdix) — два види;
- Куропатиця (Caloperdix) — 1 вид;
- Червоночуба куріпка (Rollulus) — 1 вид;
- Чорна куріпка (Melanoperdix) — 1 вид;
- Чагарникова куріпка (Arborophila) — 19 видів.